# Manihot compositifolia
Manihot compositifolia är en törelväxtart som beskrevs av Antonio Costa Allem. Manihot compositifolia ingår i släktet Manihot och familjen törelväxter. Inga underarter finns listade i Catalogue of Life.